# 拟花蔺属
拟花蔺属（学名：Butomopsis）是澤瀉科下的一个属，为半水生或沼生、一年生草本植物。该属仅有拟花蔺（Butomopsis latifolia）一种，分布于北非经热带亚洲至大洋洲。